# Ligue internationale de hockey (1904-1907)
Pour les articles homonymes, voir Ligue internationale de hockey.
L'International Professional Hockey League, en français la Ligue internationale de hockey, est une ligue de hockey sur glace professionnelle du début du XXe siècle. Il s'agit de la première compétition officielle de hockey sur glace qui accorde un statut professionnel à ses joueurs dans un monde du hockey qui se revendique amateur.

## Historique
Au début des années 1900, l'industrie minière est implantée dans le Nord du Michigan et en 1903, James R. Dee de Houghton entame des discussions avec les représentants de la Western Pennsylvania Hockey League dans la ville de Pittsburgh. Par le passé déjà, des équipes de la ville ont joué des matchs contre des représentants de Pittsburgh pour un « titre de champion des États-Unis ». En 1902, Dee construit l'Amphidrome, une salle de hockey intérieure et promet aux travailleurs de la ville du spectacle. Pour trouver des joueurs, il fait appel à Jack « Doc » Gibson, un ancien dentiste de l'Ontario mais également passionné de hockey et issu de Berlin. Ce dernier remporte par le passé un derby local contre la ville de Waterloo. Pour les récompenser, le maire de la ville offre des pièces d'or aux joueurs mais ceux-ci sont alors bannis du hockey Ontario qui désire rester amateur.
Les équipes des joueurs de la ville ne jouant pas dans un championnat structuré sont obligées de jouer des matchs amicaux contre des équipes d'autres villes américaines et canadiennes comme celle de Sault-Sainte-Marie en Ontario. À cette époque, le monde du hockey reste amateur et l'Association de hockey de l'Ontario voit ses matchs amicaux d'un mauvais œil. 
Une réunion pour former la ligue « internationale » a lieu le 5 novembre 1904 et elle réunit des promoteurs de Pittsburgh, Sault-Sainte-Marie et Houghton. Un accord est même trouvé pour décomposer les revenus des entrées dans les patinoires à 60 % pour les joueurs et 40 % pour les visiteurs, ce qui rend possible l'inclusion d'une équipe de Pittsburgh. Les meilleurs joueurs de la WPHL sont réunis au sein d'une même équipe pour représenter la ville de Pennsylvanie. Le premier championnat est remporté par l'équipe des Calumet-Larium Miners mais les deux éditions suivantes le sont par le Portage Lakes Hockey Club. Ces derniers recrutent  Frederick « La Tornade de Listowel » Taylor au cours de la deuxième saison. Il signe un contrat pour les six dernières rencontres du calendrier et un salaire de 400 dollars plus les frais de déplacement depuis le Manitoba et inscrit onze buts lors des six dates.
Après la saison 1906-07, les équipes canadiennes en ont marre de voir tous leurs meilleurs joueurs quitter le pays pour rejoindre la ligue et ils décident alors de se mettre au professionnalisme. La LIH ne parvient pas à conserver ses éléments alors que les ligues professionnelles se créent un peu partout. Après trois saisons, la ligue arrête ses activités et la WPHL renaît.

## Équipes engagées
- Calumet-Larium Miners
- Canadian Soo
- Portage Lakes Hockey Club
- Pittsburgh Pros.
- Michigan Soo Indians

## Classements

### 1904-1905
| Place | Équipe                    | PJ | V  | D  | N | BP  | BC  | Pts |
| ----- | ------------------------- | -- | -- | -- | - | --- | --- | --- |
| 1     | Calumet-Larium Miners     | 24 | 18 | 5  | 1 | 131 | 75  | 37  |
| 2     | Portage Lakes Hockey Club | 24 | 15 | 7  | 2 | 98  | 81  | 32  |
| 3     | Michigan Soo Indians      | 24 | 10 | 13 | 1 | 81  | 79  | 21  |
| 4     | Pittsburgh Pros.          | 24 | 8  | 15 | 1 | 82  | 144 | 17  |
| 5     | Canadian Soo              | 24 | 6  | 17 | 2 | 97  | 140 | 13  |

### 1905-1906
| Place | Équipe                    | PJ | V  | D  | N | BP  | BC  | Pts |
| ----- | ------------------------- | -- | -- | -- | - | --- | --- | --- |
| 1     | Portage Lakes Hockey Club | 24 | 19 | 5  | 0 | 105 | 70  | 38  |
| 2     | Michigan Soo Indians      | 24 | 18 | 6  | 0 | 126 | 57  | 36  |
| 3     | Pittsburgh Pros.          | 24 | 15 | 9  | 0 | 121 | 84  | 30  |
| 4     | Calumet-Larium Miners     | 24 | 7  | 17 | 0 | 48  | 108 | 14  |
| 5     | Canadian Soo              | 24 | 1  | 23 | 0 | 56  | 137 | 2   |

### 1906-1907
| Place | Équipe                    | PJ | V  | D  | N | BP  | BC  | Pts |
| ----- | ------------------------- | -- | -- | -- | - | --- | --- | --- |
| 1     | Portage Lakes Hockey Club | 24 | 16 | 8  | 0 | 102 | 102 | 32  |
| 2     | Canadian Soo              | 24 | 13 | 11 | 0 | 124 | 123 | 26  |
| 3     | Pittsburgh Pros.          | 25 | 12 | 12 | 1 | 94  | 82  | 25  |
| 4     | Michigan Soo Indians      | 24 | 11 | 13 | 0 | 103 | 88  | 22  |
| 5     | Calumet-Larium Miners     | 25 | 8  | 26 | 1 | 96  | 124 | 17  |

## Support visuel
- Hockey : La fierté d'un peuple (Hockey, a people's history), de Mark  Starowicz (prod.) et de David Langer et Jo-Ann Demers (réal.), 2006, 6 DVD [présentation en ligne], ép. 2 (« Le prix de la gloire (1905-1915) »)